# 兵庫県立城北高等学校
兵庫県立城北高等学校（ひょうごけんりつ じょうほくこうとうがっこう）は、かつて兵庫県姫路市にあった公立の定時制高等学校。
兵庫県立姫路西高等学校に併設されていたが2005年をもって廃校となった。4年制定時制と同じ授業時間数で足りない分を通信制で補うという特殊な取り組みを行っていた。

## 設置学科
・普通科
【定時制課程】→【定通複合併習】→

## 沿革
- 1929年 - 兵庫県姫路夜間中学講習所として開校。
- 1931年 - 兵庫県立姫路夜間中学校となる。
- 1943年 - 兵庫県立城北中学校と改称。
- 1948年 - 学制改革により現校名となる。
- 1991年 - 年限が、4年制から、3年制となる。
- 1995年 - 2学期制導入。
- 2005年3月31日 - 閉校。

## 所在地
- 〒670-0877 兵庫県姫路市北八代2丁目1番33号